# Ari Gold
Ari Gold (11 de febrero de 1974-14 de febrero de 2021) fue un cantante y compositor de rhythm and blues estadounidense de origen judío. Se consideraba a sí mismo como el primer cantante pop-R&B norteamericano abiertamente homosexual.

## Biografía
Gold nació y creció en el barrio neoyorquino de El Bronx. Fue descubierto cuando cantaba en el Benei Mitzvá (celebración de la llegada a la adolescencia de los jóvenes de origen judío) cuando contaba con tan solo cinco años. Junto con sus hermanos Steven y Elon Gold, fue premiado con el primer premio en el Primer Festival Anual de la Canción de los Niños Judíos. Gold consiguió su primer trabajo como actor y cantante profesional principal en el disco infantil de la CBS: Pot Belly Bear: Song and Stories. El álbum se convirtió en platino y condujo su exitosa carrera como vocalista infantil. Cantó más de cuatrocientas sintonías, ofreció diversas voces para los 'Cabbage Patch Kids' y el favorito de culto Jem and the Holograms, haciendo la voz cantante de Ba Nee la niña vietnamita; cuya canción "A Father Should Be" se pensaba que la cantaba una niña, pero que fue uno de los éxitos dentro de dicha caricatura. También hizo coros para Diana Ross.[cita requerida]
Su salida del armario, se produjo cuando contaba con dieciséis años, contándoselo a su mejor amigo y a una novia que tenía en ese entonces. Su salida del armario ante su familia, se produjo dos años más tarde, a los dieciocho años, en una reunión familiar, escribió una carta de 18 páginas, de la que le dio copia a cada uno de sus familiares, y la leyó ante estos.
Como activista de derechos LGTB y civiles, Ari colaboró con Human Rights Campaign; Soulforce; The Ali Forney Center que se dedican a dar hogar a jóvenes LGTB sin techo; The Baily House, que se dedica a dar hogar a personas seropositivas o con sida sin techo; American Civil Liberties Union; entre otras.
Murió el 14 de febrero de 2021 a causa de leucemia, tres días después de haber cumplido los 47 años.

## Carrera profesional: discografía; apariciones y colaboraciones
Tras graduarse en la Ramaz School, un moderno instituto judío ortodoxo en Manhattan, Gold estudió en la Universidad de Yale. Se cambíó de universidad y se graduó en la Universidad de Nueva York. Viviendo en la ciudad de Nueva York, Gold tomó la gran ventaja que suponía su entorno y comenzó a interpretar su propia música en los principales pubs neoyorquinos; Joe's Pub, Fez', China Club, Barracuda, Metronome, Avalon, Pyramid, Splash, Bar d'O, Starlight, y CBGB's.
Mientras tanto, estaba muy ocupado grabando el material para su disco debut en 2001: "Ari Gold". Su debut incluyó algo casi sin precedentes en el rhythm and blues: canciones explícitas acerca del amor homosexual. Ese álbum ganó en 2002 el Premio Outmusic por un disco debut sobresaliente. Un año después, Gold fue nombrado "El hombre que amamos" en la revista Genre Magazine. [cita requerida]
Gold apareció en magazines de moda como W y VIBE, para los que fue fotografiado por Walter Chin y elegido además para la edición de enero de 2002 de "The Stylistics". Fue nombrado uno de los nueve hombres más atractivos de Nueva York ("The 9 Hottest Men in NYC") por el magacine H/X, y uno de los más atractivos del mundo por el magacine DNA. Gold, después de ser entrevistado y fotografiado en el magacine AXM, Boy George lo eligió como abanderado de su línea de ropa RUDE. El calendario anual de Ari Gold destacó en el Heeb Magazine's Jewgayica.
Gold escribió canciones para otros intérpretes. En 2003, el productor ganador de un Grammy David Morales remezcló "I'll Be Here", que Ari coescribió con 'Automagic for Nashom of The Ones ("Flawless") solo project. La canción estuvo en el 'Top-10 Billboard' de música dance y se fue usada en la serie de televisión estadounidense Queer as Folk. Gold ha escrito canciones para el artista N.º 1 de las listas Billboard de música dance Kevin Aviance tanto en su debut, Box of Chocolates, como en Entity, producido éste por Tony Moran. 
La música de Ari Gold ha sido utilizada en numerosas producciones de cine independiente, como Boy Culture, Shortbus (controvertida película de John Cameron Mitchell) o Latin Boys Go To Hell, para el que fue supervisor musical y en el que apareció interpretando su canción "See Through Me". Ari también fue supervisor musical en el documental Fabulous! The Story Of Queer Cinema y produjo la obra teatral autobiográfica Ari Gold - Untitled: The Making Of A Gay Pop Star.

## Discografía

### Ari Gold's Self-Titled Debut CD: su disco debut (2001)
Grabado entre los años 1996 y 2000, se lanzó en 2001. Si bien se trató de una tirada limitada, la prensa elogió a Ari por su pulida producción, sus sonidos armoniosos e impecables letras de amor, todo ello sin el respaldo de una gran discográfica. El disco también se anticipó a la conversión de la música Pop a un sonido más R&B. El Billboard magazine escribió que ese disco está "...lleno de melodías pop pegajoas, cantadas con gancho y con bailables ritmos Funk,..., un material listo para pinchar en la radio. Gold encontró el filón" ("...steeped in sticky pop melodies, sing-along hooks, and butt-shakin' funk rhythms... solid radio-ready material. Gold is about to hit pay dirt!"). Pero lo que realmente llamó la atención de la audiencia fue la honestidad de las letras de Ari; y por poner en relieve el amor que él sentía por otros hombres, lo que supuso algo sin precedentes en la música Pop y R&B contemporáneas hasta ese entonces. En la versión original de "Write Me A Love Song" (escríbeme una canción) Ari canta acerca de lo único que le pide a su amante: que le escriba una canción de amor, en la que hable de forma específica del amor que ambos sienten, el amor entre dos hombres. El disco incluye la versión original de "Wave of You". El disco debut de Ari fue galardonado con los premios Outmusic de 2002 al sobresaliente Disco Debut.
Éste debut también llamó la atención del compositor Desmond Child. La primera colaboración de ambos, "I'm All About You" (Island Universal) estuvo en el "top 20" de éxitos de Reino Unido y en el "top 10" de música "dance". La canción fue coescrita y coproducida con los músicos 'garage' "DJ Luck" y "MC Neat". El vídeoclip se rodó en Miami.

### Space Under Sun(2004)
El segundo disco (grabado entre Nueva York; Miami; Los Ángeles; Atlanta; Londres e Israel): Space Under Sun, fue lanzado en enero de 2004 bajo su propio sello: GOLD18 Records, debido a las dificultades de encontrar una discográfica que lo produjera debido a sus letras de carácter homosexual. Debutó en el N.º 1 en las listas "Outvoice". La revista The Advocate lo describió equal parts of sly, finger-snappin' sass and earthy R&B finesse," created the "crisp... sound of a platinum-selling recording. ("...a partes iguales de astucia, descaro, y sutil R&B...) [cita requerida]
Su trabajo en éste segundo disco fue descrito como un híbrido intergaláctico entre música contemporánea y R&B de la década de 1980, con influencias de jazz; soul y pop. Toma la temática universal de la búsqueda de uno mismo, solo que a través de la música, Ari continúa ampliando las fronteras de la música pop. Sus letras, lejos de hablar sobre el tema de la violencia contra los homosexuales o la misoginia, tratan desde temas como la pelea entre un chico y una chica que se debaten por el amor del mismo hombre ("He's On My Team", nominada canción del año al premio "Out") pasando por el ser pillado teniendo sexo en público con otro hombre por un policía ("Caught"), pasando además por la adoración a una diva ("Fan-tastic")y por el asunto crucial para todo homosexual: la independencia y la autorrealización ("More Than Enough"; "Back To me"), hasta el romanticismo de la intimidad sexual ("Funk That Ship"; "Intimate"). Extiste también la balada "Bashert" (ser) en la que Ari incorpora a su identidad judía el haber crecido como un judío ortodoxo. The CD is enhanced with lyrics, a bonus mp3 and the music video of "Wave Of You." "Bashert (Meant To Be)" can also be heard along with music by Rupaul and Adam Joseph on ACLU's benefit CD for gay marriage Marry Me. Frontiers magazine calls Space Under Sun "a near perfect exercise in pop music that transcends sexual boundaries and labels that offers a listening experience that can be appreciated by fans of all persuasions."
El videoclip del tema Wave Of You se lanzó con un DVD extra y vino a convertirse en el pilar principal durante el lanzamiento del nuevo canal LGBT de la MTV Networks: Logo y fue incluido en la lista de los mejores videoclips del año 2005. El Metro Source Magazine también nombró a Ari como One Of The 25 People That Make Us Proud (Uno de los 25 personajes que nos enorgullece) junto con Ellen Degeneres, Harvey Fierstein, Hugh Jackman y Barbra Streisand y su aparición en el especial de la cadena VH-1 My Coolest Years: In The Closet dio solidez al estatus de Gold como un emergente icono gay. Con Space Under Sun se llevó el Premio Outmusic 2005 a la Sobresaliente Nueva Grabación.
En 2004 participó en el cuarto episodio de la serie documental "Sex'n'Pop" - It ain't Necessarily So (emitido en España por el desaparecido canal de pago Documanía bajo el título Sexo y Pop: Homosexualidad en el Pop), donde daba sus impresiones acerca de la homosexualidad en la música desde los años ochenta y la censura a la que fue sometido su videoclip "Wave of You" por mostrar a un hombre besándose y jugueteando con otro.
En su Space Under Sun World Tour, Gold abrió para Rupaul y Chaka Khan y fue cabeza de cartel de clubs y festivales en Europa (Francia, Italia, Suiza, Bélgica, República Checa). También recorrió Canadá y alrededor de veinticinco ciudades de los Estados Unidos, incluyendo el escenario más grande del mundo en el Hilton de la ciudad de Reno. Diciembre de 2005 marcó la realización de Ari Gold: The Photobook. El sencillo principal, "Love Will Take Over" se convirtió intantáneamente en un éxito de la lista Billboard de música dance, un himno de orgullo en los "esenciales de iTunes" (junto con Elton John, Donna Summer y Erasure) emitido además por la radio "online" de AOL, Radio With a Twist. El videoclip de "Love Will Take Over" fue emitido por HBO Zone, Rock America, For Promo Only.

### The Remixes(2005)
Se trata de su primer álbum de remezclas. Fue mencionado por la revista "The Advocate" como el Segundo Mejor Lanzamiento Independiente de 2005. El álbum incluye una selección de temas de sus dos primeros discos: "Debut" y "Space Under Sun". El primer tema, "Love Will Take Over" entró instantáneamente en la lista de éxitos Billboard de la música dance, considerado como un himno de orgullo en los "Esenciales de iTunes" y ha sido pinchado en el programa de radio estadounidense "Radio With a Twist". El videoclip de "Love Will Take Over" ha sido emitido en HBO Zone, Rock America, For Promo Only and bumped Madonna out of the top spot for 2 weeks in a row on the MTV Networks new cable station LOGO.
El disco incluye remezclas del éxito "Wave Of You", el himno gay "He's On My Team" (Él está en mi equipo); "Funk That Ship" y la balada "Bashert" (Ser) así como nuevas remezclas de "Love Will Take Over" por Solar City (Pepper Mashay), JKriv (Vivian Green), M@d Matt y Rhythm DB and Seven Sun.

### Transport Systems(2007)
Su tercer álbum de estudio, salió a la luz en octubre de 2007. Según Ari Gold, ...trata sobre el movimiento y la progresión, el movimiento a través de lesiones pasado para salir en el otro lado, dejar marchar todas las fobias que interiorizamos, avanzando hacia un tiempo y lugar en que estamos más allá de las fronteras estrictas y de las etiquetas de constricción, más allá del blanco y del negro, más allá del género y la sexualidad binaria, más allá de toda idea simplista de la identidad.
Define la música como ...el sistema de transporte definitivo. Nos permite escapar del mundo mientras seguimos unidos a éste. Nos traslada física, metafísicamente y emocionalmente. La música también nos puede llevar hacia el futuro.
“With his R&B-flavored pop, this New York scenester occasionally evokes another openly gay artist: George Michael. Matter-of-factly acknowledging his sexuality in his lyrics, Gold takes the listener to fresh places.” ([People Magazine http://www.people.com/people/archive/article/0,,20170870,00.html])
Para este álbum, Ari trabajó con Steve Skinner (Akon, Jewel, R Kelly) y con el productor ganador de un Grammy Joe Hogue (Faith Evans, Kelly Price, Nemesis) con la actuación especial de Sasha Allen (VH-1 "Born To Diva") y el múltiple disco platino del sello Capitol Records Dave Koz. El magacineLGBT Pink dice de sus letras se detienen en el género; en la orientación sexual, en la adicción y en las razas humanas."
A comienzos de 2008, el tema "Love Wasn't Built in a Day" ganó el 7th Annual a la Mejor Canción R&B de los Premios Independientes de la Música.

### Where the Music Takes You: Maxi Single(2008)
Fue lanzado al mercado en abril de 2008, posicionándose entre los diez primeros puestos de la lista Billboard de Música Dance, y en el primer puesto de la lista de Sirius Radio. El tema fue escrito y producido por Ari Gold y se hizo con el Gran Premio de la 12th Annual USA Songwriting Competition, así como el primer premio dentro de la categoría Pop.

### Human: Maxi Single(2009)
Lanzado en febrero de 2009 y perteneciente al disco Transport Systems, el tema Human ha sido considerado por algunos como un himno acerca de los derechos humanos de nuestro tiempo.
En noviembre de 2009, Ari obtiene seis nominaciones a los premios OUTMusic, incluyendo entre otros: Músico del Año; Mejor Videoclip Pop por Human y una mención "Glam" al Mejor intérprete masculino

### Between the Spirit & the Flesh(2011)
Ari Gold describe su cuarto álbum de estudio como la historia de amor entre el espíritu y la carne. Entre el día y la noche, entre la oscuridad y la luz; narra una saga de sexo; drama, danza, divas, deseo y redención. Añade que poniendo atención a la música volveremos a encontrar aquello que liberará nuestras almas. "Entre el espíritu y la carne" es un álbum pop conceptual, en el que el electro-dance fluye, con ritmos sugerentes y pegadizas melodías que se suceden a lo largo de la historia de amor que narra este disco.